# Thaumastotingis
Thaumastotingis is een geslacht van wantsen uit de familie van de Thaumastocoridae. Het geslacht werd voor het eerst wetenschappelijk beschreven door Heiss & Golub in 2015.

## Soorten
Het genus is monotypisch en bevat alleen de volgende soort:

- Thaumastotingis areolatus Heiss & Golub, 2015